# قائمة قرى أخليت من سكانها خلال الصراع العربي الإسرائيلي
في الأسفل قائمة تعرض القرى المشهود على أنها تم إخلاؤها أو تدميرها أثناء الصراع العربي الإسرائيلي.

## 1880—1946

### قرى عربية
بعض القرى في مرج ابن عامر بيعت من قبل مُلاكها، البعض منهم سكنها آنذاك والبعض الآخر ملكها وسكن في مكان آخر، مثل العوائل اللبنانية المسيحية الأرثوذكسية التي ملكت أراضٍ في فلسطين، والتي تتضمن عائلة التويني، والخوري، وسرسق. في بعض الحالات الاستثنائية تم بيع الأراضي مباشرةً من قبل المُلاك الفلاحين. عنى مبيع الأراضي إلى المنظمات اليهودية أن سكانها الأصليين أُزيحوا عنها.
أدناه قائمة للقرى الفلسطينية التي ارتحل عنها سكانها قبل عام ١٩٤٨، إما إجبارًا أو دون ذلك، مع ذكر اسم المستوطنة اليهودية الجديدة بين قوسين، ولا يُوضع الاسم إن لم يتغير.

#### منطقة صَفَد
- المُطِلَّة، ١٢٨٠٠ دونمًا، بيعت عام 1896 طبقًا للقانون العثماني من قبل مالكها، مسيحي لبناني من صيدا، إلى البارون إدموند جيمس دي روتشيلد (وهو أكبر مُموِّلي الهجرة اليهودية إلى فلسطين) عبر أحد موظفيه المدعو جوشوَا أُسوفيتسكي. سكنها دروز قبل الصفقة واضطُروا للرحيل بعدها.[8][9]
- دَفنة (أيضًا بكسر الدال)، بيعت عام ١٩٣٩ إلى الصندوق القومي اليهودي[10]
- المنارة (الآن مانارا) ٢٥٣٨ دونمًا بيعت في تاريخ مجهول من قبل مالكها اللبناني أسعد بك خوري من بيروت إلى الصندوق القومي اليهودي[11]
- نجمة الصبح (الآن إيلت هشخر [الإنجليزية]) بيعت عام ١٨٩٢ إلى جمعية الاستعمار اليهودي

#### منطقة عَكَّا
- جعتون، استُوطنت في تاريخ مجهول
- خربة جدين (الآن يخيعم [الإنجليزية])، استُوطنت حوالي 1946 أو بعد ذلك، وساندت السلطات البريطانية اليهوديين في إنشاء المستوطنة، مع أن ذلك كان مخالفًا لسياساتهم آنذاك.[12]

#### منطقة طَبَرِيَّا
- ؟ (الآن دغانيا بيت [الإنجليزية])، استُوطنت حوالي عام 1920 من قبل يهوديي العليا الثانية.[13]
- المَلحَمية (الآن مِناهِميَا)، بيعت عام 1902 إلى جمعية الاستعمار اليهودي؛ 3000 دونم مباشرةً من الفلاحين المحليين، و700 دونم من مُلَّاك محليين آخرون، وما يفوق 60 ألف دونم من مُلَّاك لبنانيين مسيحيين خارجيين في بيروت، وهم عائلة سرسق، وعائلة التويني، وعائلة المدوَّر. تم طرد باقية المزارعين الذين سكنوها من قبل السلطات العثمانية.[1]
- ؟ (الآن شَدْمُت دْفُورَا)، استُعمرت أوائل القرن العشرين.
- سارونة، استُعمرت حوالي 1910.
- ؟ (الآن هَزُورْعِيم)، استُعمرت في تاريخ مجهول.
- يَمَّة (الآن يَفْنِيئِيل) بيعت قبل عام 1901 إلى جمعية الاستعمار اليهودي من قبيلة الدليكة البدوية.[13]

#### منطقة النَّاصِرَة
- جِبَاتَا (الآن جِفِت)، بيعت إلى جمعية الاستعمار اليهودي عام 1924 من مُلَّاكها اللبنانيين عائلة سرسق في بيروت.
- خُنَيْفِس (الآن سريد [الإنجليزية])، بيعت إلى جمعية الاستعمار اليهودي عام 1924 من مُلَّاكها اللبنانيين عائلة سرسق في بيروت.
- جِنجَر (الآن جنجار [الإنجليزية])، بيعت إلى جمعية الاستعمار اليهودي عام 1924 من مُلَّاكها اللبنانيين عائلة سرسق في بيروت.
- رَب النَّصْرَة، (الآن مَزْرَا)، استُوطنت أو بيعت في تاريخ مجهول.
- تَلّ الْعَدَس (الآن تِل أَدَشِيم)، بيعت إلى جمعية الاستعمار اليهودي في تاريخ مجهول من مُلَّاكها اللبنانيين عائلة سرسق في بيروت.
- العَفُولَة (الآن عفولة)، بيعت إلى جمعية الاستعمار اليهودي عام 1925 من مُلَّاكها اللبنانيين عائلة سرسق في بيروت.
- الفولة (الآن مرهافيا [الإنجليزية])، بيعت إلى الصندوق القومي اليهودي عام 1910 أو 1911 من مُلَّاكها اللبنانيين عائلة سرسق في بيروت.
- مَسْحَة (الآن كفر تافور)، استُوطنت عام 1901، من قبل عليا الأولى تحت منظور جمعية الاستعمار اليهودي، وبمساندة البارون إدموند جيمس دي روتشيلد.[14][15] بقي اسمها العربي حتى غُيِّر عندما زار المستوطنة القائد الصهيوني مِنَخِم أُسِّيشْكِن وفُوجِئَ باسمها غير العبري.
- ؟ (الآن تِمْرَت وتَلّ شِمْرُونَ)، بيعت إلى الصندوق القومي اليهودي في تاريخ مجهول من مُلَّاكها اللبنانيين عائلة سرسق في بيروت

#### منطقة بيسان
- خربة بيت إلفا (الآن بت ألفا)، استُوطنت عام 1922 من قبل يهوديين ين
- شُطَّة (الآن بِت هَشِتَا)، بيعت عام 1931 من مُلَّاكِها العرب إلى شركة تنمية الأراضي في فلسطين (شركة يهودية وليست فلسطينية) التابعة إلى منظمة الاتحاد الصهيوني في بريطانيا العظمى وأيرلندا. احتج السكان على هذه الصفقة، زاعمين بأنهم هم مُلَّاكها الحق، ولكن حكمت محكمة القضاء ضدهم.[16]
- ؟ (الآن تِيرَات زْفِي)، اشتُرَيَت في ثلاثينيات القرن العشرين واستُعمرت عام 1938.
- جسر المجامع[17][18]

#### منطقة حيفا
- كُردانِي (الآن تَلُّ أَفِك)، استُعمرت في تاريخ مجهول.[19]
- كفريتا (الآن كِريَات آتا)، 10 ألاف دونم بيعت في عام 1925 إلى منظمة صهيونية من قبل من مُلَّاكها اللبنانيين عائلة سرسق في بيروت.
- الهَرْبَج (الآن كفر خَسِيدِيم)، بيعت في عام 1925 إلى جمعية الاستعمار اليهودية الفلسطينية (جمعية يهودية وليست فلسطينية) من قبل من مُلَّاكها اللبنانيين عائلة سرسق في بيروت.[20]
- الحارثة / الحارثية (الآن شَعَر هَأَمَاكِيم)، بيعت في عام 1924 أو 1925 إلى منظمة صهيونية من قبل من مُلَّاكها اللبنانيين عائلة سرسق في بيروت.[20]
- طَبْعُون (الآن كِريَت تِفعُن)، بيعت في عام 1925 إلى منظمة صهيونية من قبل من مُلَّاكها اللبنانيين عائلة سرسق في بيروت.[20]
- قُصْقُص (الآن أُلُونِيم)، بيعت في عام 1925 إلى منظمة صهيونية من قبل من مُلَّاكها اللبنانيين عائلة سرسق في بيروت.[20]
- جَيدَا (الآن رَمات يِشَاي)، بيعت في عام 1925 إلى منظمة صهيونية من قبل من مُلَّاكها غير الفلسطينيين عائلة الطويني (شركاء لعائلة سرسق في بيروت.)[21][22]
- تل الشمَّام (الآن كفار يِهُوشُوَع)، بيعت في عام 1924 أو 1925 إلى المجتمع اليهودي من قبل من مُلَّاكها غير الفلسطينيين عائلة الطويني (شركاء لعائلة سرسق في بيروت.) تمت الصفقة تحت منظور الناشط الصهيوني يهوشوا هانكين.[23]
- جعرة (الآن عين هَشُفِت)، استُعمرت في تاريخ مجهول.[24][25]
- أُمُّ الدَّادُوفِ (الآن داليا أو دالية الروحاء)، استُعمرت عام 1933.[26][27]
- شفيا (الآن مئير شفيا)، استُعمرت بدايةً من عام 1891، وحتى بات اليهود فيها أكثر من المسلمين.[28]
- زمارين، (الآن زِخرون يعكوف؛ حرفيًّا: ذكرى يعقوب)، بيعت عام 1882 من قبل فرانسيس جِرمِين (مواطن فرنسي غالبًا أصله عربي مسيحي) إلى مائة من أتباع حركة أحباء صهيون القادمين من رومانيا.[29]
- أم العَلَق (الآن رَمَت هَنَدِف)، بيعت في القرن التاسع عشر من قبل مُلَّاكها عائلة الخوري العربية المسيحية إلى البارون إدموند جيمس دي روتشيلد.[30]
- الشيخ بريك أو الشيخ إبريق، بيعت أثناء أوائل عشرينات القرن العشرين إلى الصندوق القومي اليهودي من قبل مُلَّاكها اللبنانيين عائلة سرسق في بيروت.[31]

## حرب 1948

### قرى عربية
أثناء أحداث حرب 1948، هَجَّرَ الجيش الإسرائيلي الناس بالقوة من حوالي 400 قرية ومدينة. اليومَ لا تزالُ معظم هذه الأماكن موجودة؛ فقد تم استعمارها من قبل اليهود، وقد تم تغيير أسمائها إلى أسماء عبرية.

## حرب 1967

### الضفة الغربية
دُمِّرت ثلاث قرًى مخصصات في الضفة الغربية أثناء حرب 1967، وهُنَّ: بيت نوبا، وعِمواس، ويالو تحت أوامر رئيس وزراء إسرائيل في ذاك الوقت إسحاق رابين؛ وذلك لعدة أسباب، منها أن موقع القرى اعتُبر إستراتيجيًّا لاتصاله بالقدس، ولخشيته من مساندة سكان القرى للجيش المصري في هجومه على مدينة اللد. قُدمت مبالغ تعويضية لسكان القرى، ولكن لم يُتَح لهم خيار العودة.

### مرتفعات الجولان
تم طرد أكثر من 100 ألف ساكن من مرتفعات الجولان من حوالي 25 قرية تحت أوامر الحكومة السورية وكذلك خوفًا من الجيش الإسرائيلي. في الأشهر التي تلت، دمَّرت إسرائيل أكثر من 100 قرية سورية.

## معاهدة السلام المصرية الإسرائيلية عام 1979

### مستوطنات إسرائيلية
أُخليت جميع المستوطنات الإسرائيلية في شبه جزيرة سيناء نتيجةً لمعاهدة السلام المصرية الإسرائيلية عام 1979.
- أفشالوم (بالعبرية: אבשלום)، استُوطنت عام 1972 وسُمِّيت نسبةً إلى أفشالوم فاينبيرغ.[37]
- ديكلا (بالعبرية: דקלה)، استُوطنت عام 1967.[38]
- نِتِيف هَعَسَرَا (بالعبرية: נתיב העשרה؛ حرفيًّا: "سبيل العشرة")، استُوطنت عام 1973، وسُمِّيت نسبةً إلى عشرة جنود إسرائيليين قُتلوا في حادث طائرة مروحية عام 1971.[37]
- أوفيرا (بالعبرية: אופירה)، استُوطنت عام 1969.[39]
- بريئيل (بالعبرية: פריאל)، استُوطنت عام 1978.[37]
- صوفا (بالعبرية: סופה؛ حرفيًّا: "عاصفة")، استُوطنت عام 1974، وسُمِّيت نسبةً إلى عواصفها الرملية الكثيفة.[37]
- تَلْمِي يوسف (بالعبرية: תלמי יוסף؛ حرفيًّا: "أخاديد يوسف")، استُوطنت عام 1977.[37]
- ياميت (بالعبرية: ימית)، استُوطنت عام 1967.[40]

## وصلات خارجية
- خارطة الأمم المتحدة لخطة 1947